# Гродзиск-Мазовецкий
Гродзиск-Мазовецкий (пол. Grodzisk Mazowiecki) — город в Польше, входит в Мазовецкое воеводство, Гродзиский повят. Имеет статус городско-сельской гмины. Занимает площадь 13,19 км². Население — 30 955 человек (на 2017 год).

## История
В XI—XIII веках здесь существовала крепость раннего средневековья. В 1522 году король Сигизмунд I предоставил статус и права города. В 1540 году пожар уничтожил весь город. В 1655 г. во время Шведского потопа город вновь был сожжён.
После Третьего раздела Речи Посполитой (1795) отошёл под власть Прусского королевства.
В 1845 году построена железная дорога и установлено сообщение со столицей Варшавой. В 1940—1941 годах здесь было создано еврейское гетто, в котором насчитывалось около 6000 заключённых, ликвидированное в 1942 г.
В 1975—1998 годах город входил в состав Варшавского столичного воеводства.

## Известные уроженцы
- Кнапский, Гжегож (1564—1638) — польский иезуит, филолог, лексикограф, паремиолог, поэт, драматург, энциклопедист, педагог.